# Операция «Дельта-фарс»
«Опера́ция „Де́льта-фарс“» (англ. Delta Farce) — американский комедийный боевик 2007 года, снятый режиссёром С. Б. Хардингом.
Мировая премьера фильма состоялась в США 11 мая 2007 года. В России картина вышла 2 августа 2007 года. Общемировые сборы фильма составили более 8 миллионов долларов.
Теглайн фильма: «Война не смешна… В отличие от этого фильма!»

## Сюжет
В центре сюжета находятся три друга, которых по ошибке забрали в армию и отправили служить в Ирак. Но попадают они не на место назначения, а куда-то в Мексику, принимая её за Ближний Восток.

## В ролях
| Актёр           | Роль             |
| --------------- | ---------------- |
| Билл Инглволл   | Билл             |
| Ларри-кабельщик | Ларри            |
| Кристина Мур    | Карен            |
| Дональд Куоллс  | Эверетт          |
| Дэнни Трехо     | Карлос Сантана   |
| Кит Дэвид       | сержант Килгроув |
| Лиза Лампанелли | Конни            |